# 阿爾布雷希特二世 (奧地利)
阿爾布雷希特二世（Albrecht II，1298年12月28日—1358年8月16日），奧地利公爵（1330年-1358年在位）和克恩顿公爵（1335年-1358在位），被稱為「智者」。由于類風濕性關節炎，阿爾布雷希特二世腿脚不便，所以他又被人們稱為「跛子阿爾布雷希特」（"Albert the Lame"）。
阿爾布雷希特二世為阿爾布雷希特一世之子，出生於哈布斯堡城堡。1330年，在其兄腓特烈三世去世后，阿爾布雷希特與其弟奧托一同統治哈布斯堡王朝的領地。阿爾布雷希特更從其妻手上繼承阿爾薩斯等城市。
其後，阿爾布雷希特二世又成功向瞎子約翰提出對卡尼奥拉及克恩顿統治權的要求。1335年，因為阿爾布雷希特二世在歐洲各國的教會領袖間有祟高的聲譽，教皇本篤十二世邀請阿爾布雷希特二世調停羅馬教廷與神聖羅馬帝國皇帝路易四世之間的爭執。1337年，法國國王腓力六世向阿爾布雷希特二世求助希望他出兵抵禦路易四世及英格蘭國王愛德華三世的入侵。但是阿爾布雷希特二世始終忠心於路易四世，直至他去世。
阿爾布雷希特二世又在維也納的斯德望主教座堂建造了哥特式的禮堂。

## 继承法与家族分裂
阿爾布雷希特二世創立了奧地利王位繼承法，雖然此法在他死後已無人遵從，但他的後代馬克西米利安一世將其更新，成為直至1918年奧地利其中一條基本的法則。
1358年，阿爾布雷希特二世於維也納逝世。长子创业者鲁道夫繼承奧地利公爵爵位，并成为家族族长。但根据家族契约，阿尔布雷希特当时所有在世的儿子都作为摄政王，包括阿尔布雷希特三世和利奥波德三世。阿尔布雷希特二世的做法偏离了长子继承制与土地分割法，直接导致了1379年诺伊贝格条约的签订——哈布斯堡家族分裂为阿尔布雷希特支系与利奥波德支系，领土也被分开，直到 1490 年腓特烈三世才重新统一。

## 家庭
- 普非尔特的約翰娜（英语：Joanna of Pfirt）（約1300-1351）：1324年結婚，費雷特伯爵（法语：Liste des comtes de Ferrette）烏爾里希三世（Ulrich III）之女
  - 魯道夫四世（1339-1365）：奧地利公爵
  - 凱瑟琳（德语：Katharina von Habsburg (1342–1381)）（1342-1381）：聖克拉拉貧窮克萊爾修道院（德语：Klarissenkloster St. Clara (Wien)）長
  - 瑪格麗特（1346-1366）：上巴伐利亞公爵邁因哈德三世夫人
  - 腓特烈三世（1347-1362）：奧地利公爵
  - 阿爾布雷希特三世（1349-1395）：奧地利公爵
  - 利奧波德三世（1351-1386）：奧地利公爵

| 阿爾布雷希特二世 (奧地利) 哈布斯堡王朝出生于：1298年12月28日逝世於：1358年8月16日 | 阿爾布雷希特二世 (奧地利) 哈布斯堡王朝出生于：1298年12月28日逝世於：1358年8月16日 | 阿爾布雷希特二世 (奧地利) 哈布斯堡王朝出生于：1298年12月28日逝世於：1358年8月16日 |
| 統治者頭銜                                                                        | 統治者頭銜                                                                        | 統治者頭銜                                                                        |
| --------------------------------------------------------------------------------- | --------------------------------------------------------------------------------- | --------------------------------------------------------------------------------- |
| 前任者： 腓特烈三世                                                               | 奧地利及施蒂利亞公爵 1330年–1358年 與奧托 1330年–1339年同時在任                   | 繼任者： 魯道夫四世                                                               |
| 前任者： 亨利六世                                                                 | 克恩頓公爵 1335年–1358年 與奧托 1335年–1339年同時在任                             | 繼任者： 魯道夫四世                                                               |